# Henry Jennings
Henry Jennings (nepoznata godina rođenja i smrti) je bio britanski gusar po završetku rata za Španjolsku baštinu te kasnije jedan od vođa "piratske republike" na otoku New Providence na Bahamima početkom 18. stoljeća.

## Životopis
Engleskog porijekla, Henry Jennings je bio uspješan i bogat pomorski trgovac, u vlasništvu velikog zemljišnog posjeda na Jamajci. 28. kolovoza 1712. Jamajku je pogodio uragan i Jennings je tada izgubio svoj brod, šalupu Diamond. Ubrzo su iz Europe stigle vijesti kako je kraljica Anne proglasila mir sa Španjolskom i Francuskom, privodeći rat za španjolsku baštinu kraju. To je pogodilo mnoge engleske gusare s Jamajke koji su iz Port Royala napadali francuske i španjolske trgovačke brodove. Završetkom rata mnogi sada već bivši gusari su ostali bez posla.
Do sredine 1715., Jenningsu je povjereno zapovjedništvo nad šalupom Barsheba, te je dobio ovlaštenje gusara, kao dio flote privatnih naoružanih brodova koje je okupio guverner Jamajke, lord Archibald Hamilton. Službeno objašnjenje za formiranje flote je bilo da služi za zaštitu trgovačkih brodova s Jamajke koje su španjolski gusari i obalna straža, bez obzira na okončanje rata, i dalje napadali. Pravi je razlog bio taj da je Hamilton, kao pristaša dinastije Stuart, želio od jamajčanskih gusara napraviti svojevrsnu jakobitsku mornaricu koja bi se borila za Jamesa III. Stuarta a protiv tadašnjeg hannoverskog kralja na britanskom prijestolju, Georgea I.
31. srpnja 1715. na istočnim oblama Floride se razbila španjolska flota s blagom. Vijesti o tome su brzo došle do Jamajke i Hamilton je odlučio poslati ekspediciju koja bi pokupila potonulo bogatstvo. Jennings je čuo za to i krajem godine s dva broda isplovio s Jamajke prema jugoistočnim obalama Floride. U njegovoj posadi bio je i Charles Vane, budući ozloglašeni pirat. Olupine španjolskih brodova s blagom su bile u relativno plitkim vodama pa su Španjolci izvukli gotovo sve potonulo blago i smjestili ga u utvrđeni logor koju su na brzinu podigli na mjestu Palma de Ayz. No Jenningsovi ljudi su napali i savladali Španjolce te im oteli sve blago koje su spasili. Vrijednost plijena je iznosila 350.000 pesosa.
Jennings se nakratko zaustavio na New Providenceu na Bahamima, gdje je došao u sukob s jednim od lokalnih piratskih vođa, Benjaminom Hornigoldom, te se vratio na Jamajku 26. siječnja 1716. godine. Iako je njegov napad na Španjolce bio nezakonit, jer su Španjolska i Britanija bile u miru, Jenningsa nitko nije dirao. U ožujku je s četiri broda ponovno isplovio prema Floridi, te uz sjevernu obalu Kube susreo piratsku bandu pod vodstvom Samuela Bellamyja i Paulsgravea Williamsa. Oni su udružili snage te zajedno napali i zarobili St. Marie, francusku trgovačku fregatu. Kako je ovo već bio otvoreni piratski čin, Jenningsa je napustio jedan od kapetana, koji se vratio na Jamajku. Kada je Jennings krenuo progoniti drugi francuski brod, kojeg je u međuvremenu zarobio Hornigold, koji je igrom slučaja plovio istim vodama, Bellamy i njegovi ljudi su se okrenuli protiv Jenningsove posade, opljačkali sav plijen, i pobjegli u suprotnom pravcu.
Jennings je tada ponovno zaplovio prema New Providenceu te se s ostatkom plijena vratio na Jamajku. Njegovi napadi na Španjolce i Francuze su uzrokovali diplomatski skandal. Iz Londona je stigao proglas kojim je kralj George proglasio Jenningsa piratom. Kako je jakobitski ustanak u Britaniji propao, guverner Hamilton se odlučio riješiti neugodnog suradnika. No tada je već bilo prekasno. Jennings je pobjegao na New Providence a guverner Hamilton je uhićen i poslan u Englesku.
Sljedećih godina dana Jennings je proveo na Bahamima u neugodnom suživotu s Hornigoldom. Zapovijedajući posadom od 100 ljudi, Jennings se nametnuo kao jedan od najsnažnijih piratskih kapetana na New Providenceu, ali za razliku od svojih kolega izbjegavao je napadati britanske brodove. Jednom je prilikom uz obalu Kube zaustavio britanski trgovački brod Hamilton Galley s Jamajke, ali je s njega uzeo samo 20 galona ruma, jer su njegovi ljudi ostali bez alkoholnih pića. Nije dirao ostatak tovara, te je čak kapetanu platio oteti rum u višestruko većoj vrijednosti. 
Do siječnja 1718. u New Providence su stigle vijesti kako kralj George misli postaviti novog guvernera Bahama i poslati ga kako bi piratima ponudio kraljevski oprost i obnovio britansku vlast. To je izazvalo nerede među piratima koji su bili podijeljeni oko daljnih akcija. Jedni, predvođeni Jenningsovim bivšim štićenikom Charlesom Vaneom, su zagovarali povezivanje s jakobitima u Francuskoj i otpor vlastima dok su drugi, predvođeni Jenningsom, zagovarali prihvaćanje oprosta. Jennings i 15 njegovih ljudi su se ukrcali na Barshebu i otplovili na Bermude gdje su primili oprost od guvernera Benjamina Bennetta.
Planovi prostuartovske piratske frakcije su propali kada je umrla Marija Modenska, majka pretendenta Jamesa Stuarta, jedina osoba koja je mogla poslati neku službenu pomoć piratima. Do travnja 1718. Jennings je od bermudskog guvernera Benjamina Bennetta dobio gusarsko ovlaštenje i poslan u lov na Charlesa Vanea. Kada je u srpnju 1718. novi guverner Bahama Woodes Rogers ponudio kraljevski oprost svim piratima koji odustanu od pljačkanja, većina pirata na New Providenceu je, pod Jenningsovim i Hornigoldovim utjecajem, prihvatila oprost. Jennings se povukao sa svojim dijelom plijena.
Krajem 1718. ponovno je izbio rat između Britanije i Španjolske. Jennings se vratio gusarenju protiv Španjolaca i imao određenog uspjeha. Nakon rata se okrenuo trgovini na Bermudima. 1745., tijekom austrijskog nasljednog rata, brod su mu zarobili Španjolci i bačen je u tamnicu. Daljnja mu je sudbina nepoznata.

## Popularna kultura
- Jenningsov napad na Palma de Ayz je uvelike fikcionaliziran u dramskoj seriji Crna jedra gdje se prikazuje da su ga izveli Kapetan Flint i kasnije Jack Rackham.